# John Hicks (musicus)
John Hicks (Atlanta, 21 december 1941 - New York, 10 mei 2006) was een Amerikaanse jazzpianist.

## Biografie
Hicks verhuisde als kind met zijn ouders naar Los Angeles, later naar St. Louis. Op 6-jarige leeftijd kreeg hij van zijn moeder de eerste pianolessen. Zijn vader was pastoor en leidde een methodistische gemeenschap. Hicks kwam zo al vroeg in contact met de zwarte kerkmuziek, die hem leidde naar de jazz.
Na beëindiging van de middelbare school bezocht hij de Lincoln University, waar hij speelde in de universiteitsband met Lester Bowie, Oliver Lake, Julius Hemphill en Ronald Shannon Jackson. Hij studeerde daarna aan de Berklee School of Music in Boston en de Juilliard School of Music in New York. Hicks verhuisde in 1963 naar New York, waar hij zijn eerste optredens had met de jazz- en blueszangeres Della Reese. Hij bewees zich snel in het New Yorkse jazzcircuit, trad op in de Carnegie Hall, de Avery Fisher Hall, het Kennedy Center en de Spivey Hall en was te gast bij talrijke internationale jazzfestivals.
De muziek van Hicks werd gekenmerkt door verschillende invloeden. Naast Fats Waller, methodistische kerkmuziek, George Gershwin zijn Bud Powell en Thelonious Monk te noemen. Tot zijn voorbeelden telden Lucky Thompson, Miles Davis en Clark Terry. Al voor zijn verhuizing naar New York speelde Hicks met Little Milton, Albert King, Al Grey, Johnny Griffin en Pharoah Sanders. Later speelde hij met talrijke andere bekende artiesten, waaronder Kenny Dorham, Lou Donaldson en Joe Henderson, totdat hij in 1973 een vast lid werd van Art Blakey's Jazz Messengers. Twee jaar later trad hij toe tot het Betty Carter Trio, waartoe hij behoorde tot 1980. Concertreizen leidden hem naar Italië, Japan, Australië, Israël Frankrijk, het Verenigd Koninkrijk, Denemarken, Zweden, Noorwegen, Polen, Zuid-Afrika en Taiwan.
In het verloop van de tijd musiceerde Hicks live en voor plaatopnamen met talrijke grootheden van de jazz als Sonny Rollins, Carmen McRae, Freddie Hubbard, Frank Foster, Roy Haynes, Sonny Stitt, Jon Hendricks, James Moody, David Murray (Mings Samba, 1988), Ricky Ford en Arthur Blythe.
Tijdens de jaren 1990 nam Hicks weer op met Betty Carter (The Music Never Stops) en produceerde liveopnamen van soloconcerten en sessies o.a. met artiesten als Joshua Redman, Al Grey, Clark Terry, Ron Carter, Grady Tate, Charles Tolliver, Oliver Lake, Roy Hargrove, Gary Bartz en Bobby Watson. Met het Keystone Trio, waartoe bassist George Mraz en drummer Idris Muhammad behoorden, nam Hicks een reeks albums op, waaronder Heart Beats. Met de New York Unit van Tatsuya Nakamura begeleidde hij vanaf 1990 solisten als George Adams tijdens jaarlijkse tournees in Japan.
In zijn jongste muzikale producties, zoals Music in the Key of Clark (Sonny Clark), Impressions of Mary Lou (Mary Lou Williams) Nightwind (Erroll Garner), John Hicks Trio and Strings met Larry Willis en Elise Wood, So In Love met Richard Davis, Live in Taiwan, Beautiful Friendship met zijn echtgenote, de fluitiste Elise Wood en Something to Live For: A Billy Strayhorn Songbook legde Hicks zijn focus op zijn eigen artistieke stijl. Soloconcerten, werken in trio, kwintet en sextet in wisselende bezettingen werden een handelsmerk van Hicks.

## Overlijden
In mei 2006 werd Hicks opgenomen in een New Yorks ziekenhuis, waar hij in mei 2006 op 64-jarige leeftijd overleed.